# Casa în care a locuit scriitorul Alexandru Cosmescu
Casa în care a locuit scriitorul Alexandru Cosmescu⁠ este un monument istoric de însemnătate națională din orașul Chișinău.
Este un bloc de apartamente cu 3+1 nivele, amplasat la colțul străzilor Mitropolit Varlaam și Vlaicu Pârcălab. La parter funcționează câteva unități comerciale. Pe fațadă sunt instalate un panou informativ și unul comemorativ dedicat scriitorului Alexandru Cosmescu, care a locuit aici.
Placa comemorativă a lui Alexandru Cosmescu este un monument de for public și, până în 2018, era indicată expres ca parte a monumentului ocrotit de stat.